# Malgaszomysz rdzawa
Malgaszomysz rdzawa (Nesomys rufus) – gatunek ssaka z podrodziny malgaszomyszy (Nesomyinae) w obrębie rodziny malgaszomyszowatych (Nesomyidae).

## Zasięg występowania
Malgaszomysz rdzawa występuje endemicznie w północnym i wschodnim Madagaskarze.

## Taksonomia
Gatunek po raz pierwszy zgodnie z zasadami nazewnictwa binominalnego opisał w 1871 roku niemiecki zoolog Wilhelm Peters nadając mu nazwę Nesomys rufus. Holotyp pochodził z Vohimy, na Madagaskarze. 
Autorzy Illustrated Checklist of the Mammals of the World uznają ten takson za gatunek monotypowy.

### Etymologia
- Nesomys: gr. νησος nēsos „wyspa” (tj. Madagaskar); μυς mus, μυος muos „mysz”[7].
- rufus: łac. rufus „czerwony, rumiany, rudy”[8].

## Morfologia
Długość ciała (bez ogona) 170–200 mm, długość ogona 160–180 mm; masa ciała 135–185 g. Malgaszomysz rdzawa dzięki smukłej budowie ciała przypomina wprawdzie wyglądem dużą mysz, osiąga jednak rozmiary szczura. Sierść ma długą, miękką, na grzbiecie i bokach ciała rudobrązową, na spodzie ciała białawą. Trzy środkowe palce długich tylnych nóg są wydłużone. 

## Tryb życia
Gryzoń ten prawdopodobnie znakomicie wspina się po drzewach, ponieważ ostrymi pazurami potrafi zahaczyć nawet o całkiem gładką korę. O trybie życie tej malgaszomyszy wiadomo niewiele, ale przypuszczalnie jej pokarm składa się z pąków, owoców, bezkręgowców i nasion. 

## Rozmnażanie
O rozrodzie tego gatunku nic nie wiadomo.